# Shin Tanada
Shin Tanada (棚田 伸 Tanada Shin?,  nacido el 25 de julio de 1969 en Hiroshima) es un exfutbolista japonés. Jugaba de centrocampista y su último club fue el Consadole Sapporo de Japón.

## Trayectoria

### Clubes
| Club              | País  | Año         |
| ----------------- | ----- | ----------- |
| Kashiwa Reysol    | Japón | 1992 - 1998 |
| Consadole Sapporo | Japón | 1998 - 1999 |